# Varenne-Saint-Germain
Varenne-Saint-Germain település Franciaországban, Saône-et-Loire megyében. Lakosainak száma 692 fő (2022. január 1.). Varenne-Saint-Germain Chassenard, Digoin, Saint-Yan és Vitry-en-Charollais községekkel határos.

## Népesség
A település népessége az elmúlt években az alábbi módon változott:
| Lakosok száma | 681  | 699  | 724  | 713  | 718  | 728  | 713  | 703  | 692  |
|               | 2013 | 2015 | 2016 | 2017 | 2018 | 2019 | 2020 | 2021 | 2022 |